# Пушечный артиллерийский полк РККА
Пушечный артиллерийский полк (пап) — тактическое формирование Рабоче-крестьянской Красной армии периода Великой Отечественной войны.

## История
На 19 ноября 1942 года в РККА имелось 198 пушечных артиллерийских полков. В полку на 1942 год находились 1120 военнослужащих и 24 орудия. После 1944 года было созданы 4 пушечных полка особой мощности (1, 2, 5, 20) на базе тяжёлых дивизионов (400, 402, 406, 408, 409 и др.) и батарей. В каждом полку особой мощности (пап ОМ) находилось по 6 Бр-2 и 2 Бр-17. В ходе войны ряд пушечных полков был расформирован в ходе оптимизации ОШС пушечных бригад. Пушечные полки находились, как правило, в составе пушечных и дивизионных артиллерийских бригад, артиллерийских дивизий, стрелковых корпусов, общевойсковых армий и фронтов. Иногда в составе стрелковых дивизий.

## Вооружение
На вооружении пушечных артиллерийских полков находились пушки 122-мм А-19, 152-мм МЛ-20 и Бр-2, 210-мм Бр-17.